# Balingasag
Balingasag is een gemeente in de Filipijnse provincie Misamis Oriental op het eiland Mindanao. Bij de laatste census in 2007 had de gemeente bijna 58 duizend inwoners.

## Geografie

### Bestuurlijke indeling
Balingasag is onderverdeeld in de volgende 30 barangays:
| - Balagnan - Baliwagan - Barangay 1 - Barangay 2 - Barangay 3 - Barangay 4 - Barangay 5 - Barangay 6 - Binitinan - Blanco | - Calawag - Camuayan - Cogon - Dansuli - Dumarait - Hermano - Kibanban - Linabu - Linggangao - Mambayaan | - Mandangoa - Napaliran - Quezon - Rosario - Samay - San Francisco - San Isidro - San Juan - Talusan - Waterfall |

## Demografie
Balingasag had bij de census van 2007 een inwoneraantal van 57.765 mensen. Dit zijn 5.983 mensen (11,6%) meer dan bij de vorige census van 2000. De gemiddelde jaarlijkse groei komt daarmee uit op 1,52%, hetgeen lager is dan het landelijk jaarlijks gemiddelde over deze periode (2,04%). Vergeleken met de census van 1995 is het aantal mensen met 11.747 (25,5%) toegenomen.

De bevolkingsdichtheid van Balingasag was ten tijde van de laatste census, met 57.765 inwoners op 147,11 km², 392,7 mensen per km².